# Aleoetse nertsziekte
De Aleoetse nertsziekte (Engels: Aleutian disease) wordt zo genoemd, omdat ze het eerst werd ontdekt en vooral voorkomt bij de Aleoetse stam van de Amerikaanse nerts. Dat is een stam, die homozygoot is voor het zogenoemde Aleoetse gen, dat onder andere codeert voor een bepaalde bleke pelskleur. De ziekte komt voor bij nertsen en fretten.

## Belangrijkste kenmerken van de ziekte
- Hypergammaglobulinaemie.
- Anorexie.
- Gewichtsverlies.
- Bloedingen in de mondholte (met name de gingiva), maag en darmen.
- Aandoeningen ten gevolge van neerslagen van immuuncomplex in diverse weefsels, onder andere arteriitis en glomerulonefritis.
- Verhoogde gevoeligheid voor bacteriële infecties.
- Verminderde vruchtbaarheid.
- Sterfte ten gevolge van met uraemie gepaard gaande nierinsufficiëntie.
- Hoge morbiditeit en mortaliteit.
- Sterke woekering van plasmacellen, onder andere in beenmerg, lymfknopen, lever, milt en nieren.

## Oorzaak
Het parvovirus dat verantwoordelijk is voor de Aleoetse nertsziekte.

## Besmetting
De nertsen kunnen als volgt geïnfecteerd worden (in willekeurige volgorde):
- Intra-uterien, via de placenta.
- Via de melk.
- Door direct contact met besmette dieren.
- Via de lucht.
- Via vogels en vliegen die het virus kunnen overdragen van het ene dier naar het andere.

## Uitscheiding van het virus
Via speeksel, feces en urine.

## Therapie
Er is geen therapie.

## Waardoor komt deze ziekte vooral voor bij de Aleoetse stam?
Dat is (waarschijnlijk) te verklaren omdat dieren van de Aleoetse stam lijden aan een erfelijke aandoening, die gekenmerkt wordt door immunodeficiëntie.

## Overerving
De overerving van de bleke kleur en de immunodeficiëntie bij de nertsen met het Aleoetse gen is autosomaal recessief. Dat betekent dat de Aleoetse stam homozygoot is voor het Aleoetse gen.

## Vatbaarheid van heterozygote stammen
Stammen die heterozygoot zijn voor het Aleoetse gen vertonen weliswaar niet de bleke pelskleur, maar zijn wel vatbaarder voor de Aleoetse nertsziekte dan de Europese nertsen, die dit gen helemaal niet bevatten.